# John Powell
John Powell (* 18. září 1963) je britský skladatel filmové hudby.

## Biografie
John Powell již od svých mladých let původně studoval jako houslista, později se dostal na londýnskou Trinity College of Music. Nejvíce se uchyloval k jazzové a rockové hudbě, vstoupil také do soulové kapely "The Fabulistics". Při dostudovávání na univerzitě skládal hudbu pro reklamu a komerční upoutávky, což mu otevřelo cestu ke skladateli Patricku Doylovi, přičemž Powell působil jako jeho asistent.
Roku 1995 založil komerční společnost Independently Thinking Music, s níž produkoval hudbu k více než 100 anglických a francouzských reklam či filmů.
Roku 1997 se Powell dostal do USA, kde složil hudbu pro několik úspěšných filmů s komediální nebo akční tematikou, kupříkladu Roboti, Bournovo Ultimátum, Pan a paní Smithovi, Slepičí úlet či Dobá ledová: Obleva. Mezi jeho nejúspěšnější díla ovšem patří hudba k filmům X-Men: Poslední vzdor, Jak vycvičit draka, Let číslo 93 a Happy Feet, za nějž obdržel první cenu Film & TV Music Award za nejlepší hudbu k animovanému filmu.
Jeho stylu odpovídá jak užívání orchestru, tak i moderních syntezátorů. Powell je jedním z nejznámějších členů společnosti Remote Control Productions skladatele Hanse Zimmera.

## Současnost
John Powell momentálně žije v USA se svou manželkou Melindou Lernerovou (povoláním fotografka) a malým synem.

## Filmografie

### Skladatel
U názvů filmů, ke kterým neexistuje český ekvivalent bylo použito původní jméno, v závorce je uveden jazyk
| 1990 - Stay Lucky (EN) (TV seriál) 1994 - The Wild Heels (EN) 1996 - Každý den v akci (TV seriál) - Lidská bomba 1997 - Tváří v tvář 1998 - Mravenec Z (s Harrym Gregson-Williamsem) - With Friends Like These... (EN) - Endurance (EN) (dokument) 1999 - Mrazivý faktor - Živelná pohroma 2000 - Slepičí útěk (s Harrym Gregson-Williamsem) - Eldorádo (s Hansem Zimmerem) 2001 - Evoluce - Jmenuji se Sam - Návštěvníci: Cesta do Ameriky - Milionový závod - Shrek (s Harrym Gregson-Williamsem) 2002 - Agent bez minulosti - D-Tox - Rozjeď to! - Pluto Nash - Láska s výstrahou | 2003 - Agent Cody Banks - Láska s rizikem - Výplata - Jak ukrást Sinatru - Loupež po italsku 2004 - Alfie - Mr. 3000 - Bournův mýtus 2005 - Buď v klidu - Pan a paní Smithovi - Roboti 2006 - Doba ledová: Obleva - Let číslo 93 - X-Men: Poslední vzdor - Happy Feet 2007 - Bournovo ultimátum - Ve službách války - P.S. Miluji Tě 2008 - Horton - Jumper - Kung Fu Panda (s Hansem Zimmerem) - Bolt – pes pro každý případ - Hancock 2010 - Jak vycvičit draka 2014 - Jak vycvičit draka 2 2017 - Solo: Star Wars Story |